# Хорватський народний банк
Хорватський народний банк (хорв. Hrvatska narodna banka) — центральний банк Хорватії.

## Історія
У 1943–1945 роках у Загребі функціонував Хорватський державний банк, що випускав банкноти Незалежної держави Хорватія.
Конституцією Хорватії, прийнятою 21 грудня 1990 року, було передбачено створення центрального банку Республіки Хорватія. 8 жовтня 1991 року оголошено про створення Народного банку Хорватії. 23 грудня 1991 року банк почав випуск банкнот. У 1997 році банк перейменовано на Хорватський народний банк.